# Boeing 367-80
Boeing 367-80 (även kallad "Dash 80") är en amerikansk flygplansprototyp tillverkad av Boeing.

## Historik
Efter succén med Boeings militärflygplan C-97 valde man att tillverka en prototyp av ett nytt sorts flygplan som skulle används både civilt och militärt. Den 15 juli 1954 flög flygplanet för första gången. USA:s flygvapen beställde därefter 29 flygplan som skulle konstrueras och användas som transport och bränsletransportflygplan. Planet fick namnet KC-135A, där "K" betyder lufttankning och "C" för transport. Det utvecklades totalt sju olika varianter.
1955 valde man att vidareutveckla Boeing 367-80 till en ny modell Boeing 707 för civilt bruk. Flygbolaget Pan American World Airways valde att beställa 20 stycken till följd av att det de modifierade flygplanet efter företagets önskemål. Boeing 707 finns i sju olika civila varianter och i över tio militära varianter.
1957 flög flygplanet i en demonstration från Seattle Boeing Field (Idag: King County International Airport) till Friendship National Airport (Idag: Baltimore–Washington International Airport).
Flygplanet användes under 60-talet som ett testflygplan. Tester som utfördes med hjälp av flygplanet utvecklade sedan grunden till flygplanet Boeing 727.
22 januari 1970 pensionerades flygplanet efter 2346 registrerade flygtimmar. 1972 flyttades flygplanet till Smithsonian’s National Air and Space Museum och 2003 flyttades det till museum Steven F. Udvar-Hazy center i Chantilly, Virginia.

## Design
Flygplanet är utrustad med 2 Pratt & Whitney JT3 turbojets som ger flygplanet en topphastighet på 890 km/h. Planets vingar står 35° bakåt och har ett vingspann på 39,52 m. Flygplanet har endast fyra fönster på varje sida (om man bortser från fönster i flygplanets cockpit) samt två transportdörrar på ena sidan.
Flygplanet kan ändras om från en passagerarkonfiguration till en luftkonfiguration.

### Styrning
Flygplanet styrs av två piloter och en flygplansingenjör.

## Civila modeller
| Parameter        | Boeing 707 |
| ---------------- | --- |
| Besättning       | 3 |
| Längd            | 44,22 m |
| Vingspann        | 39,88 m |
| Höjd             | 12,70 m |
| Tomvikt          | 55 589kg |
| Motor            | 4 x Pratt & Whitney JT3C-6 eller 4 x Pratt & Whitney JT3D-1 eller 4 x Pratt & Whitney JT4A11/12 eller 4 x Pratt & Whitney JT3D-3/7 eller 4 x Conway-12 |
| Max. hastighet   | 1010 km/h |
| Max. räckvidd    | 5 600 km |
| Första flygning  | 20 december 1957 |
| Produktionsstart | 1956 |
| Produktionsstopp | 1978 |

## Militära modeller
| Parameter        | KC-135 Stratotanker                                                    | C-135 Stratolifter                      | EC-135                                                          | NC-135                      | OC-135B Open Skies             | RC-135                       | WC-135 Constant Phoenix     |
| ---------------- | ---------------------------------------------------------------------- | --------------------------------------- | --------------------------------------------------------------- | --------------------------- | ------------------------------ | ---------------------------- | --------------------------- |
| Besättning       | 3                                                                      | 3                                       | 3                                                               | 3                           | 31                             | 2                            | 4                           |
| Längd            | 41,53 m                                                                | 41,53 m                                 | 41,53 m                                                         | 41,53 m                     | 41,53 m                        | 39,2 m                       | 42.65 m                     |
| Vingspann        | 39,88 m                                                                | 39,88 m                                 | 39,88 m                                                         | 39,88 m                     | 39,88 m                        | 39,88 m                      | 39,88 m                     |
| Höjd             | 12,70 m                                                                | 12,70 m                                 | 12,70 m                                                         | 12,70 m                     | 12,70 m                        | 12,70 m                      | 12,70 m                     |
| Tomvikt          | 44 662 kg                                                              | 56 200 kg                               | 136 000 kg                                                      | 55 792 kg                   | 44 663 kg                      | 46 000 kg                    | 44 663 kg                   |
| Motor            | 4 × CFM International F108-CF-100 eller 4 x Pratt & Whitney J-57-P-59W | 4 x P&W TF30-P-9 eller 4 x CFM 56-2A2/3 | 4 x Pratt & Whitney JT3D eller 4 x Pratt & Whitney TF-33-PW-102 | 4 x CFM International CFM56 | 4 x Pratt and Whitney TF33-P-5 | 4 × Pratt & Whitney TF33-P-9 | 4 x CFM International CFM56 |
| Max. hastighet   | 933 km/h                                                               | 933 km/h                                | 941 km/h                                                        | 856 km/h                    | 933 km/h                       | 933 km/h                     | 649 km/h                    |
| Max. räckvidd    | 2 419 km                                                               | 5 550 km                                | 8 334 km                                                        | 14 800 km                   | 5 552 km                       | 5 552 km                     | 6 400 km                    |
| Första flygning  | 31 augusti 1956                                                        | 23 juni 1961                            | 1960                                                            | 21 april 1962               | juni 1993                      | 8 juni 1962                  | december 1965               |
| Produktionsstart | 1955                                                                   | 1960                                    | 1961                                                            | 1961                        | 1992                           | 1961                         | 1964                        |
| Produktionsstopp | -                                                                      | 1963                                    | 1963                                                            | -                           | -                              | -                            | -                           |

| Parameter        | Boeing E-3 Sentry                  | Boeing E-6 Mercury                        | Northrop Grumman E-8 Joint STARS                                 |
| ---------------- | ---------------------------------- | ----------------------------------------- | ---------------------------------------------------------------- |
| Besättning       | 4                                  | 22                                        | 4                                                                |
| Längd            | 46,61 m                            | 46,61 m                                   | 46,61 m                                                          |
| Vingspann        | 44,42 m                            | 45,16 m                                   | 44,42 m                                                          |
| Höjd             | 12,6 m                             | 12,95 m                                   | 12,95 m                                                          |
| Tomvikt          | 83 915 kg                          | 78 378 kg                                 | 77 564 kg                                                        |
| Motor            | 4 × Pratt and Whitney TF33-PW-100A | 4 × CFM International CFM56-2A-2 turbofan | 4 × Pratt & Whitney TF33-102C eller 4 × Pratt & Whitney JT8D-219 |
| Max. hastighet   | 854 km/h                           | 980 km/h                                  | 854 km/h                                                         |
| Max. räckvidd    | 7 400 km                           | 12 200 km                                 | -                                                                |
| Första flygning  | 25 maj 1972                        | 19 februari 1987                          | april 1988                                                       |
| Produktionsstart | 1977                               | 1986                                      | 1985                                                             |
| Produktionsstopp | 1992                               | -                                         | -                                                                |